# Le Vey
Le Vey település Franciaországban, Calvados megyében. Lakosainak száma 130 fő (2022. január 1.). Le Vey Le Bô, Clécy, Saint-Omer és Saint-Rémy községekkel határos.

## Népesség
A település népességének változása:
| Lakosok száma | 104  | 88   | 66   | 82   | 109  | 113  | 117  | 121  | 119  | 130  |
|               | 1968 | 1982 | 1990 | 2006 | 2013 | 2015 | 2017 | 2019 | 2020 | 2022 |